# Hermann Wunsch (Komponist)
Hermann Wunsch (* 9. August 1884 in Neuss; † 21. Dezember 1954 in Berlin) war ein deutscher Komponist, Dirigent, Musiktheoretiker und Lehrbeauftragter für Komposition.

## Leben und Wirken

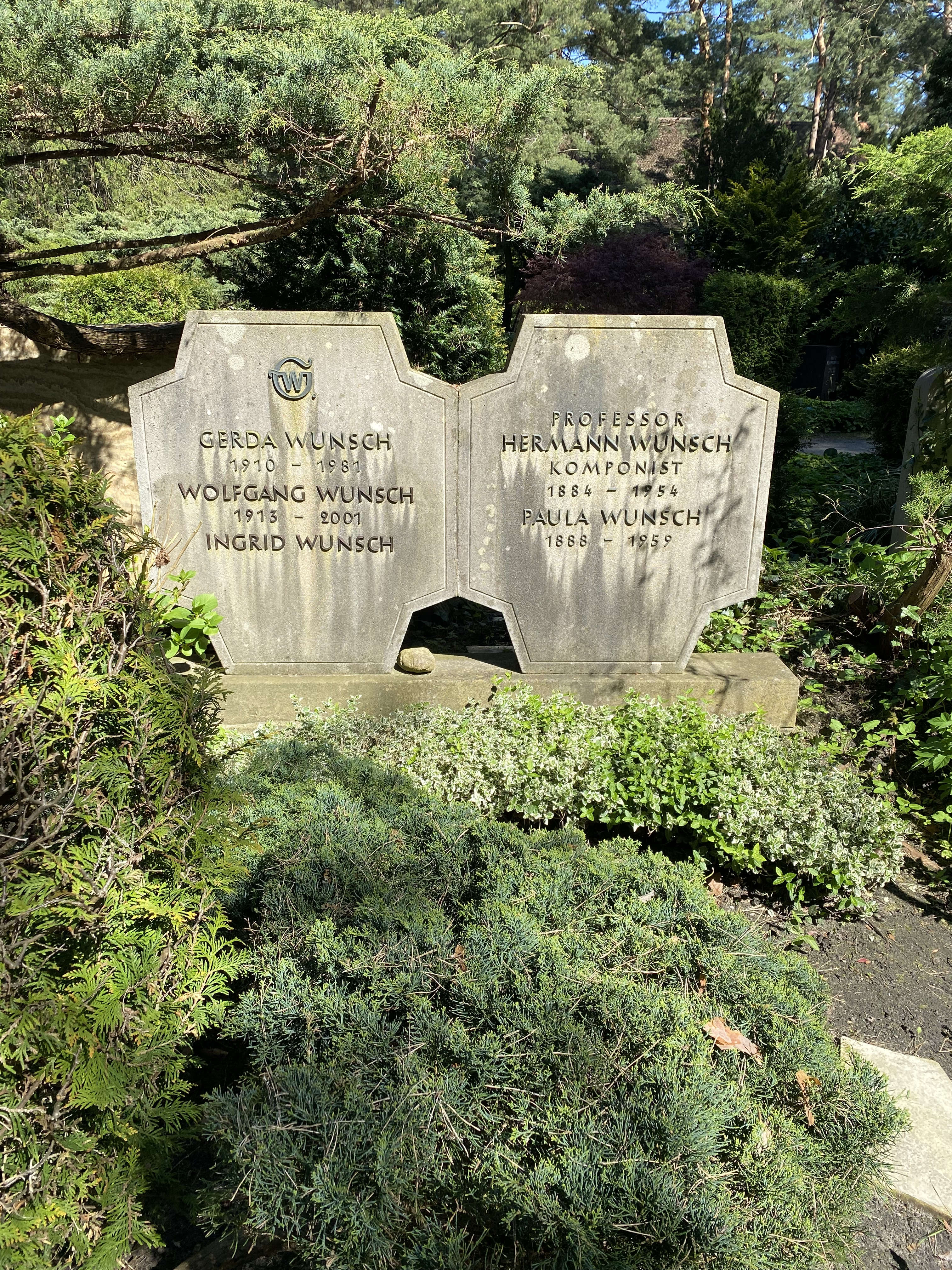
Grabstätte auf dem Waldfriedhof Dahlem

Hermann Wunsch kam 1884 als Sohn des Eisenbahnwerkmeisters Balthasar Wunsch und dessen Frau Amalie Hafels im rheinischen Neuss zur Welt. Seine Ausbildung begann er mit einem Lehrerseminar. Danach besuchte er die Konservatorien in Krefeld, wo er Komposition bei Theodor Müller-Reuter studierte, Düsseldorf, wo er von Frank Limbert unterrichtet wurde, sowie Köln.
Anschließend ließ sich Wunsch in Krefeld nieder. Dort war er zunächst ein Jahr lang als außerordentlicher Lehrer am Konservatorium tätig. Von 1907 bis 1910 dirigierte er den örtlichen Philharmonischen Chor und arbeitete außerdem als Musikprivatlehrer. Danach übernahm er die Leitung des neu gegründeten Konservatoriums in Viersen. Von 1911 bis 1912 studierte Wunsch an der Hochschule für Musik Berlin bei Engelbert Humperdinck. Im Anschluss war er ein Jahr Musikdirektor in Wattwil, Schweiz.
Während des Ersten Weltkriegs diente Wunsch an der Ostfront. Nach Kriegsende lebte er in Berlin. Von 1919 bis 1920 lehrte er am Klindworth-Scharwenka-Konservatorium. Danach arbeitete er als freischaffender Komponist. Finanziell wurde er von Heinrich Schenker unterstützt, der ihm 1924 ein Stipendium für mittellose Musiker aus dem Sofie-Deutsch-Fond gewährte. Von 1930 bis 1931 war Wunsch als Chordirektor des Stern’schen Konservatoriums tätig. 1937 begann er, Komposition an der Berliner Musikhochschule zu lehren, ab 1945 als Professor.
Wunsch war mit Paula Augusta, geb. Peschken, (1888–1959) verheiratet. Aus der Ehe ging ein Sohn, Hans Wolfgang Wunsch (1913–2021), hervor.
Hermann Wunsch starb 1954 im Alter von 70 Jahren in Berlin. Sein Grab befindet sich auf dem Waldfriedhof Dahlem. Die Ruhestätte liegt im Feld 009-178.

## Werk
Wunsch komponierte unter anderem acht Opern, ein Klavierkonzert, sechs Sinfonien, eine Messe sowie einige Orchesterwerke. Insgesamt schuf er rund 60 Werke fast aller Musikgattungen. Während sein kompositorisches Schaffen relativ wenig Anerkennung fand, wurde er als Pädagoge und Theoretiker sehr geschätzt.
Werke (Auswahl)
- Violinkonzert. einsätzig, Uraufführung (UA) 1922 in Berlin.
- II. Sinfonie. UA München 1923.
- Liederbüchlein für Paula Wunsch: sechs kleine schlichte Weisen für eine Singstimme mit Klavierbegleitung. Op. 2. Drei Tannen-Verlag, Berlin 1924.
- III. Sinfonie. UA Trier 1925.
- IV. Sinfonie. UA Kassel 1927.
- Bianca. einaktiges Kammerspiel für Musik, UA Deutsches Nationaltheater Weimar 1927.
- Don Juans Sohn. Kammeroper, UA Deutsches Nationaltheater Weimar 1928.
- Aus dem Stundenbuch des Rainer Maria Rilke. (op. 18, 4 Lieder), Forberg, Leipzig 1924. UA Trier 1925.
- Kammerkonzert für Klavier und kleines Orchester: op. 22. Schott, Mainz 1925. UA Kiel 1925, Tonkünstlerfest.
- Chor der thebanischen Alten: op. 32. Gebr. Hug & Co, Leipzig 1930.
- mit Kurt Heynicke (Dichtung): Volk : für dreistimmigen Kinder- bezw. Frauenchor oder vierstimmigen gemischten Chor mit Begl. eines Klaviers oder eines Schülerorchesters ; op. 34. Vieweg, Berlin-Lichterfelde 1930.
- Messe für Männerchor. Soli, Sopran, Alt, Tenor, Bass und Orchester Orgel ad libitum : op. 36. Gebr. Hug & Co, Leipzig 1930.
- Kleine Lustspiel-Suite : op. 37. Eulenburg, Leipzig 1930.
- Irreland. Oper. UA Grosses Haus am Domhof Osnabrück 1930.
- Fest auf Monbijou : Suite in fünf Sätzen für kleines Orchester ; op. 50. Eulenburg, Leipzig 1933. UA Bonn 1933.
- Franzosenzeit. Oper. UA Mecklenburgisches Staatstheater Schwerin 1933.
- Die kleine Passion : Maria, unser Frauen, der träumet ; Wk 56. W. Müller, Heidelberg 1957.

## Auszeichnungen
Wunsch wurde mit einigen Musikpreisen ausgezeichnet. 1925 erhielt er den Schottpreis und den Preis der Stadt Trier. Seine Sinfonie Hammerwerk brachte ihm den vom Leipziger Verlag Hug & Co ausgeschriebenen Franz-Schubert-Preis ein. 1928 wurde er für seine V. Sinfonie beim Internationalen Schubert-Wettbewerb von 1928 ausgezeichnet.